# Phytocoris umbrosus
Phytocoris umbrosus är en insektsart som beskrevs av Knight 1928. Phytocoris umbrosus ingår i släktet Phytocoris och familjen ängsskinnbaggar. Inga underarter finns listade i Catalogue of Life.